# Hideyo Noguchi

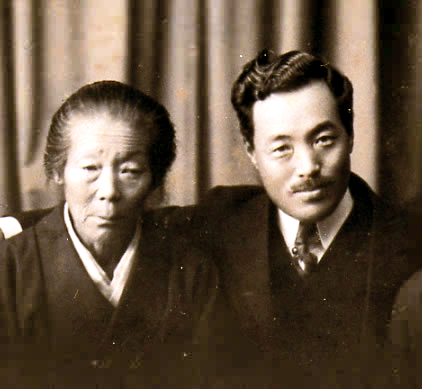
Hideyo Noguchi con la madre

Hideyo Noguchi (野口英世, Noguchi Hideyo) (Inawashiro, 9 novembre 1876 – Accra, 21 maggio 1928) è stato un medico e batteriologo giapponese.

## Biografia

### Infanzia e gioventù
Nato con il nome di Seisaku Noguchi (野口清作), lo cambiò nel 1898, dopo aver superato gli esami per la pratica medica.
Quando aveva 18 mesi, cadde in un caminetto acceso e si ustionò gravemente; nel piccolo villaggio natio di Inawashiro non c'erano dottori e Hideyo quasi perse l'uso di un braccio. Sarebbe riuscito a farsi operare solo all'età di 7 anni, riuscendo a recuperare gran parte delle funzionalità dell'arto, che rimase comunque offeso.
Si laureò nel 1897 a Tokyo, diventando poi assistente del professor Kitasato presso l'Istituto per le malattie infettive di Tokyo. Difficoltà a trovare un lavoro regolare in Giappone, dovute allo scetticismo che il suo braccio deforme provocava tra i responsabili per le assunzioni negli ospedali, lo portarono a trasferirsi all'estero.

### Traguardi raggiunti
Dopo un periodo di studi a Filadelfia e a Copenaghen, nel 1900 si trasferì definitivamente negli USA, dove cominciò a lavorare occupandosi dei veleni dei serpenti. Dal 1904 in poi lavorò all'Istituto Rockefeller per la ricerca medica di New York. Qui fornì importanti contributi allo studio della sifilide, riuscendo nel 1913 ad ottenere per primo la coltura della spirocheta che provoca la malattia e a dimostrarne la presenza nel sistema nervoso centrale dei sifilidici morti di paralisi progressiva. Un altro batterio isolato per la prima volta da Noguchi fu quello che avrebbe in seguito preso il suo nome, la Leptospira Noguchii, una specie del genere leptospira.
Perfezionò, inoltre, la teoria e la tecnica della reazione di Wassermann per la diagnosi della sifilide.
Nel 1918 viaggiò molto tra l'America centrale ed il Sud America per compiere ricerche su un vaccino contro la febbre gialla e per studiare la poliomielite ed il tracoma. La recente apertura degli archivi della Fondazione del Premio Nobel ha confermato precedenti speculazioni: Noguchi ottenne nomination per il premio Nobel per la medicina nel 1913-1915, 1920, 1921 e 1924-1927.
Noguchi è una vittima della scienza: i suoi studi sulla febbre gialla lo condussero in Africa, e ad Accra fu colpito da una forma mortale di questa malattia, come accadde al suo collaboratore Adrian Stokes l'anno precedente.

### Critiche
Fu un ricercatore appassionato e fu protagonista di eccezionali scoperte, ma più di una volta commise errori clamorosi, attribuendo l'origine di alcune malattie infettive a microrganismi che ne sono estranei, anziché a virus.
Quella che fu forse la più pesante delle sue responsabilità, riguarda i test sottocutanei fatti nel corso delle sue ricerche sulla sifilide. Tra il 1911 ed il 1912, in quella che si può definire una sperimentazione su cavie umane, iniettò estratti del virus a 571 soggetti, 315 dei quali avevano già contratto la malattia. Degli altri, alcuni erano pazienti in cura per altre malattie virali ed altri, tra cui diversi bambini, erano sani.
Ciò gli valse accuse di violazione dei diritti umani, e gli sarebbe costato in seguito denunce penali da parte dei parenti di tali soggetti, che contrassero la malattia a causa dei suoi esperimenti.

## Riconoscimenti
Noguchi ha ottenuto diversi dottorati honoris causa, tra cui quelli dell'Università di Kyoto (1909), dell'Università Imperiale di Tokyo (1914), dell'Università Centrale dell'Ecuador (1919), dell'Universidad Nacional Mayor de San Marcos, in Perù (1920), della Scuola di Medicina di Merida, in Messico (1920) e dell'Università di Yale, negli USA (1921).
Dal 2004 il suo ritratto ha preso il posto di quello dello scrittore Soseki Natsume sulle banconote da 1.000 yen.
Nel 2006, il governo del Giappone ha istituito il "Premio Africa Hideyo Noguchi" (野口英世アフリカ賞?, Noguchi Hideyo Afurika Shō), che dal 2008 viene insignito a quegli scienziati o medici che si siano particolarmente distinti nella lotta contro le malattie africane.

### Selezione dei trattati scritti da Noguchi
- (EN)  1904:   The Action of Snake Venom Upon Cold-blooded Animals.

Washington, D.C.: Carnegie Institution. [OCLC 2377892]
- (EN)  1909:   Snake Venoms: An Investigation of Venomous Snakes with Special Reference to the Phenomena of Their Venoms.

Washington, D.C.: Carnegie Institution. [OCLC 14796920]
- (EN)  1911:  Serum Diagnosis of Syphilis and the Butyric Acid Test for Syphilis.

Philadelphia: J. B. Lippincott. [OCLC 3201239]
- (EN)  1923:  http://books.google.com/books?id=ZFQlGQAACAAJ&dq=hideyo+noguchi&lr=&client=firefox-a[collegamento interrotto]

New York: P. B. Hoeber.  [OCLC 14783533]

### Selezione di scritti dedicati a Noguchi
- (EN)  D'Amelio, Dan. http://books.google.com/books?id=Ss4YGQAACAAJ&dq=hideyo+noguchi&lr=&client=firefox-a[collegamento interrotto] New York: Viking Press. ISBN 9-997-50238-8; ISBN 978-9-997-50238-4
- (EN)  Flexner, James Thomas. (1996). Maverick's Progress. New York: Fordham University Press.  ISBN 0-823-21661-6; ISBN 978-0-823-21661-1
- (EN)  Flexner, Simon. (1929). Hideyo Noguchi: A Biographical Sketch, in Science, Vol. 69, pag. 653.
- (EN)  Kita, Atsushi. (2005). Dr. Noguchi's Journey: A Life of Medical Search and Discovery (tr., Peter Durfee). Tokyo: Kōdansha.  ISBN 4-770-02355-3; ISBN 978-4-770-02355-1
- (ES)   J J Noguerea, Hideyo Noguchi and trachoma (Inawashiro, Japan, 1876--Accra, Ghana, 1928), in Archivios de la Sociedad Española de Oftalmología, vol. 82, n. 10, Spagna, ottobre 2007,  pp. 661-2, ISSN 0365-6691 (WC · ACNP), PMID 17929213.
- (EN)   Pinghui V Liu, Noguchi's contributions to science, in Science, vol. 305, n. 5690, Stati Uniti d'America, settembre 2004,  p. 1565, DOI:10.1126/science.305.5690.1565a, PMID 15361606.
- (EN)   Yoshifumi Takeda, Great Japanese bacteriologists in the Meiji, Taisho and Showa era, in Nippon Saikingaku Zasshi, vol. 58, n. 4, Giappone, novembre 2003,  pp. 645-55, DOI:10.3412/jsb.58.645, ISSN 0021-4930 (WC · ACNP), PMID 14699855.
- (EN)   Ichiro Takazoe, Achievement by Hideyo Noguchi, in Nippon Naika Gakkai Zasshi, vol. 91, n. 10, Giappone, ottobre 2002,  pp. 2887-90, ISSN 0021-5384 (WC · ACNP), PMID 12451642.
- (EN)   J Haniu, Dr. Noguchi's laboratory, in Scalpel & tongs : American journal of medical philately, vol. 44, Stati Uniti, 2000,  p. 97, ISSN 0048-9255 (WC · ACNP), PMID 11624705.
- (EN)   S S Koide, Hideyo Noguchi's last stand: the Yellow Fever Commission in Accra, Africa (1927-8), in Journal of Medical Biography, vol. 8, n. 2, Inghilterra, maggio. 2000,  pp. 97-101, ISSN 0967-7720 (WC · ACNP), PMID 11042776.
- (JA)   M Misawa, Dr. Hideyo Noguchi and Hajime Hoshi, in Yakushigaku zasshi.  Rivista della storia giapponese della Farmacia, vol. 26, n. 2, Giappone, 1991,  pp. 113-20, ISSN 0285-2314 (WC · ACNP), PMID 11623303.
- (JA)   M Misawa, Dr. Hideyo Noguchi and Hajime Hoshi, in Yakushigaku zasshi. Rivista della storia giapponese della Farmacia, vol. 26, n. 2, Giappone, 1991,  pp. 113-20, ISSN 0285-2314 (WC · ACNP), PMID 11623302.
- (EN)   S E Lederer, Hideyo Noguchi's luetin experiment and the antivivisectionists, in Isis, vol. 76, n. 281, Stati Uniti, marzo 1985,  pp. 31-48, DOI:10.1086/353736, ISSN 0021-1753 (WC · ACNP), PMID 3888912.
- (EN)   E Bendiner, Noguchi: many triumphs and a brilliant failure, in Hosp. Pract. (Off. Ed.), vol. 19, n. 2, Stati Uniti, febbraio 1984,  pp. 222–3, 227, 231 passim, ISSN 8750-2836 (WC · ACNP), PMID 6421835.
- (EN)   T Masaki, [Hideyo Noguchi and oral spirochaete], in Shikai tenbo = Dental outlook, vol. 51, n. 6, Australia, 1978,  p. 1265, ISSN 0011-8702 (WC · ACNP), PMID 394992.
- (EN)   C E Dolman, Hideyo Noguchi (1876-1928): his final effort, in Clio medica (Amsterdam, Paesi Bassi), vol. 12, 2–3, Inghilterra, 1977,  pp. 131-45, ISSN 0045-7183 (WC · ACNP), PMID 72623.
- (EN)   Hideyo Noguchi--pioneer bacteriologist, in Orvosi hetilap, vol. 118, n. 4, Ungheria, gennaio 1977,  pp. 213-5, ISSN 0030-6002 (WC · ACNP), PMID 319394.
- (EN)   P F CLARK, Hideyo Noguchi, 1876-1928, in Bulletin of the history of medicine, vol. 33, n. 1, Not Available, 1959,  pp. 1-20, ISSN 0007-5140 (WC · ACNP), PMID 13629181.
- (EN)  Sri Kantha S.: Hideyo Noguchi's research on yellow fever (1918–1928) in the pre-electron microscopic era. Kitasato Archives of Experimental Medicine, aprile 1989; 62(1): 1-9.